# پونیک (استان اشوی‌داشکسیه)
پونیک (به لهستانی: Ponik) یک منطقهٔ مسکونی در لهستان است که در گمینا ستاشوو واقع شده‌است. پونیک ۲۳۳٫۹ متر بالاتر از سطح دریا واقع شده‌است.